# Sisi Khampepe
Sisi Khampepe (* 8. Januar 1957 in Soweto) ist eine südafrikanische Juristin und seit 2009 Richterin am Verfassungsgericht der Republik Südafrika. 

## Leben
Nachdem sie ihre Studien an der Universität Zululand 1980 abgeschlossen hatte, studierte sie an der Harvard Law School und schloss dort 1982 mit dem Titel eines Master of Laws (LLM) ab.
Sie begann ihre Karriere bei der Industrial Aid Society, wo sie als juristischer Berater von 1979 bis 1980 tätig war. 1981 bis 1983 war Sisi Khampepe am Legal Resources Centre. Ab 1983 war sie in der Kanzlei Bowman Gilfillan Attorneys beschäftigt und gründete nach ihrer Zulassung als Attorney (Rechtsanwältin) 1985 eine eigene Kanzlei, die unter dem Namen SV Khampepe Attorneys firmierte. Die Kanzlei befasste sich vor allem mit Rechtsstreitigkeiten auf dem Feld des Arbeitsrechts, vertrat aber auch Bürgerrechtsorganisationen und Gewerkschaften. Ihre Kanzlei war eine der wenigen schwarzen Arbeitsrechtskanzleien in Südafrika.
Nelson Mandela schlug sie 1995 für die Wahrheits- und Versöhnungskommission vor, wo sie ab 1996 dem Komitee für Amnestien angehörte. Von 1998 bis 1999 war sie stellvertretende Leiterin der Abteilung für öffentliche Anklagen im Ministerium für Justiz und Verfassungsentwicklung. 2000 erfolgte die Ernennung zur Richterin am High Court. 2004 wurde sie nach Simbabwe und 2006 nach Uganda als Wahlbeobachterin entsandt. Von 2005 bis 2006 war sie die von Thabo Mbeki ernannte Vorsitzende der Untersuchungskommission zur Klärung der Rolle und des Mandates des Directorate of Special Operations (DSO), die sogenannte Khampepe-Kommission. 2007 wurde sie zur Richterin am Berufungsgericht für Arbeitsrecht berufen. Im Oktober 2009 wurde sie zur Verfassungsrichterin ernannt.